# 명제
명제(命題)는 논리학적으로 뜻이 분명한 문장을 말한다. 즉, '참' 혹은 '거짓'임을 검증할 수 있는 '객관적 사태'가 포함된 문장을 말한다. 한편 명제는 거의 대부분의 인간들이 공통적으로 인정할 수 있는 , 즉 '맞다', 틀리다'고 말할 수 있는 조건이지만, 한편 현대 사회에서 거의 진리로 인정받고 있는 특정 가치관이나 사유의 혼란등이 명제의 구성 및 판별에 혼동을 주는 경우도 무시할 수 없이 많다. 이러한 경우를 논리적 오류라고 한다.
예컨대 "베토벤은 음악의 천재이다.", "노인들은 공경을 해야 할 대상이다". 들이 거의 진리로 인정받는다 하더라도 이 문장들은 명제가 갖추어야 할 조건을 모두 만족하지 못한다.
또한 베토벤이 음악의 천재라고 세계적으로 인정받기는 하나, '천재'의 기준이 명확하지 않으므로 아무리 음악적 재능이 특출나다고 할지라도 참인지 거짓인지 명제화하기에는 명확하게 할 수 없다는 것이다.
문장 '노인은 공경의 대상이다.'는 사회적으로 모든 사람들에게 인정받는 도덕판단이기는 하나, 이 문장을 참이라고 논리적으로 증명할 수 있는 근거는 전혀 없다. 반대로 이 문장이 거짓이라고 논리적으로 증명할 수 있는 근거도 전혀 없다. 단순히 인간의 양심적 사고에서 도출된 도덕판단이기 때문이다. 즉, 이 문장은 의무론적 관점에서 볼 때, 매우 윤리적인 문장일 지라도, 지금 따지고자 하는 것은 이 문장이 명제인가?라는 것이다. 즉, 이 문장은 참, 거짓을 따질 수 있는 명제인지를 보는 것이다. 궁극적으로, 이 문장은 명제가 아니다.
여기서 알 수 있듯, 어떤 식/문장이 명제인지 아닌지를 정확하게 따지려면, 그 문장의 참/거짓을 결정짓는 기준이 명확한지, 명확하지 않고 애매한지부터 보아야 한다. 이처럼 명제는 추론의 기본단위이다. 그러나 여전히 언어학적인 문장 기술은 논리학에 있어서 '정의' , '명제' 등처럼 기능적으로 매우 중요하다.

## 어원
명제(命題)라는 단어는 일본에서 처음 제안된 번역어이다. 조선에서는 시제를 정해주는 것을 일컫는 말이었고, 메이지 초기의 일본에서는 일람표 등을 작성할 때 표기하는 항목명과 같은 의미로 사용되었는데, 제명(題命) 즉 제목과 같은 의미였다. 논리학 용어로서는 판단을 말로 나타낸 것을 의미하는 proposition의 번역어로 니시 아마네가 처음 제안했다. 《백학연환百學連環》에서 proposition을 "명제(命題)"로, syllogism을 "연제(演題)"로 번역하였다.

## 명제의 재료, 조건
조건은 비록 그 자체로 명제라고 할 수는 없지만, x와 같이 특정한 변수의 값에 따라서 '참' 이거나 또는 '거짓'을 명확하게 알 수 있는 식이나 문장이다.
예를 들어,
- x는 자연수이다.
- x> 3 또는 x <-9이다.
- x는 7보다 크고 50보다 작은 200의 약수가 아닌 7의 배수이다.

와 같다.
명제는 이러한 조건으로 이루어져 있다. 즉, 두 조건 p, q에 대하여, 'p이면 q이다.'의 형식이다.
기호로는
{\displaystyle p\to q}
한편 현대 논리학에서는 특히 두 조건 p와 q를 각각 주명사(subject term)와 빈명사(predicate term)라하고 이들의 머릿글자 'S'와 'P'를 약호로 사용하고있다. 즉 정언명제를 예로들면 S가 지시하는 대상이나 집합의 전체 또는 일부가 P에 의해 지시된 대상이나 집합을 포함하거나 배제하는데 이들 약호를 사용한다.

## 명제 성립의 선험 조건
예를 들면, "소크라테스는 인간이다."란 명제가 있다고 가정해보자. 이 명제는 참이라고 결론을 내릴 수 있다. 하지만, "소크라테스가 인간의 탈을 쓴 신"이라는 가능성도 존재한다. 만약 이게 사실이라면, "소크라테스는 인간이다."란 명제는 거짓이 된다. 그런데도 불구하고, "소크라테스는 인간이다."란 조건은 명제로 인정될 수 있다. 왜냐하면, "소크라테스가 인간의 탈을 쓴 신이다."란 명제는 증명이 되지 않은 상태이기 때문이다. 어떠한 명제가 참이라는 것이 증명이 안되었다고 해서 그것을 '거짓'이라고 판단할 수는 없지만, 증명되지 않은 명제는 다른 명제의 성립 선험 조건에서 변수로 작용될 수 없다. 따라서 자동적으로 배제된다. 즉, "소크라테스는 인간이다."는 명제로 작용이 될 수 있고, 참이 된다.

## 정의
논리학과 철학에서 명제란 (a)의미있는 평서문의 "내용"이나 "의미", 또는 (b) 의미있는 평서문을 구성하는 기호, 표시, 소리의 패턴을 말한다. 명제의 의미는 참이거나 거짓인 특성이나 속성을 포함한다. 이 때 명제의 의미가 반드시 참일 필요는 없다. 명제의 예로는 다음과 같은 것이 있다.
- “에펠탑은 프랑스에 있다.“(참)
- “명제는 참/거짓을 명확하게 판별할 수 있는 문장 혹은 식이다.“(참)
- “소크라테스는 사람이다.”(철학자 소크라테스는 인간, 참)
- “닭은 동물이다.“(동물이란 대분류 안에 닭이 포함, 참)
- “부정은 긍정이다.“(거짓)
- “2의 배수는 4의 배수이다.“(4의 배수엔 2가 없음,거짓)
- “6 × 2 = 15이다.”(6 × 2 = 12, 거짓)
- “모든 직사각형은 정사각형이다.“(거짓)
- “파리는 일본의 수도이다.”(프랑스의 수도, 거짓)
- “사과는 포도이다.”(사과는 사과, 거짓)

또는 선험 조건이 제시된 명제가 있을 수 있다.
- “a >= 1, b >= 1 → a + b >= 2“(참)
- “a > 1, b < -1 → b + 1 = a“(거짓)
- “k = 양의 정수, x ≠ 0 → -kx = x“(거짓)

명제가 아닌 문장의 예로는 다음과 같은 것이 있다.
- “소크라테스는 누구인가?”
- “저곳으로 가라.”
- “재즈 음악은 아름답다.”
- “x + 3 = 7이다.”

첫 두 개의 문장은 참·거짓이 없으므로 명제가 아니다. 세 번째 문장은 사람에 따라 참인가 거짓인가가 달라질 수 있기 때문에 명제가 아니다. 네 번째 문장은 x의 값에 따라 참일 수도 거짓일 수도 있으므로 명제가 아니다.

## 표준명제의 한계
'어머님은 자장면이 싫다고 하셨어'
위의 명제는 참과 거짓을 특정지을 수 있겠으나 명제의 결과와는 상관없이 표준논리학인 2치논리학의 명제가 다룰 수 없는 의미를 내포하고 있기에 자연언어측면에서 명제로 다루기 위해서는 비표준 논리학의 개입을 고려해야만 한다.

## 명제의 종류
명제에는 정언 명제, 가언 명제, 선언 명제, 연언 명제, 부정 명제가 있다.
| 자연언어           | 기호논리학                 | 명제의 형식 |
| ------------------ | -------------------------- | ----------- |
| 그리고             | {\displaystyle \cdot }     | 연언 명제   |
| 또는               | {\displaystyle \lor }      | 선언 명제   |
| 만일 A 이면 B 이다 | {\displaystyle B\supset A} | 가언 명제   |
| 아니다             | {\displaystyle -}          | 부정 명제   |

명제는 이처럼 기호논리적인 성질로도 표현할 수 있다. 대전제와 소전제의 출현 순서에서 어떠한 명제의 종류가 언제 어디에 오는냐에 따라 그 다음 명제의 논리값이 변하게 됨으로 결론의 구성여부와 상관없이 선험적으로 결론 명제의 참과 거짓의 정보뿐만아니라 가능한 형식의 정보를 갖고있다. 따라서 먼저 출현하는 명제 형식은 그 다음 출현하는 명제의 성립여부를 위한 명제의 가능범위의 정보를 담게 된다. 이것은 복잡한 명제들의 배열가능순서로부터 타당한 추론 형식의 순서들을 한정할 수 있게 됨을 의미한다.

## 단순명제와 합성명제
더 이상 간단한 명제로 분해할 수 없는 긍정형의 명제를 단순명제(primary statement또는 원자명제)라고 한다. 예를 들어 “소크라테스는 사람이다.” 등이 단순명제가 된다. 또 하나 이상의 명제와 논리 연산 그리고 괄호로 이루어진 명제를 합성명제(compound statement또는 분자명제)라고 한다. 예를 들어 “조지 워싱턴은 미국인이고 베를린은 독일의 수도이다.” 등이 합성명제가 된다. 복합명제, 겹명제라고도 한다.

## 명제의 양과 질
정언명제를 사용해보면 명제의 양과 질은 다음과 같은 4개의 표준명제를 형성한다.
| 명제의 양과질  | 주명사(주어) | 빈명사(술어) |
| 긍정명제(전칭) | 주연         | 부주연       |
| 부정명제(전칭) | 주연         | 주연         |
| 긍정명제(특칭) | 부주연       | 부주연       |
| 부정명제(특칭) | 부주연       | 주연         |

이때 일반적인 삼단논법에서 명사는 중명사가 대명사와 소명사를 결정하며 따라서 중명사의 위치와 명사들의 갯수에 의해 그 추론 형식의 타당성을 선험적으로 검증할 수 있다.

## 명제의 부정
예를 들어 '소크라테스는 사람이다'라는 명제가 있다고 가정해보자. 명제를 {\displaystyle p} 라 할때에, (명제는 주로 p,q,r로 나타낸다) 명제 '소크라테스는 사람이 아니다'를 명제 {\displaystyle p}의 부정이라 하고 기호로는 ~p 로 나타내며, p가 아니다 또는 not p라고 읽는다. 명제 p가 참이면 명제의 부정 ~p는 반드시 거짓이다. 또한 ~p의 부정은 p이다. 기호로 나타내자면
~(~p)=p
인 것이다.

## 조건의 부정
두 명제 또는 조건 p,q에 대하여

(1)~(~p) = p

(2)~(p 또는q) = ~p 그리고 ~q

(3)~(p 그리고 q) = ~p 또는 ~q

이에 대한 관계의 해석은 진부분 집합을 이용하여 증명한다.

즉 명제의 부정은 여집합과 대응되는 관계이므로 여집합의 성질을 이용하여 명제의 부정에 대한 성질이 위와 같이 성립함을 알 수 있다.

## '모든'이나 '어떤'이 들어있는 명제
문장 'x는 5의 약수이다.'는 조건이지만 다음 각 문장들은 참과 거짓이 판별가능하다.
- '모든 자연수 x는 7의 약수이다.' - 거짓인 명제
- '어떤 자연수 x는 7의 약수이다.' - 참인 명제

## '모든'이나 '어떤'이 들어있는 명제의 부정
~(모든 x에 대하여 p(x)) {\displaystyle \to } 어떤 x에 대하여 ~p(x) 

~(어떤 x에 대하여 p(x)) {\displaystyle \to } 모든 x에 대하여 ~p(x)

## 같이 보기
- 논리식
- 진리값
- 논리실증주의
- 역 (논리학)
- 이 (논리학)
- 대우 (논리학)
- 1차 논리
- 대당 4각형
- 삼단논법
- 명제 논리
- 논리학
- 연역
- 분해 증명